# Крулько, Иван Иванович
Иван Иванович Крулько (укр. Іван Іванович Крулько; род. 20 июля 1981, село Грушево, Тячевский район, Закарпатская область) — украинский политический и общественный деятель. Народный депутат Украины VIII созыва. Председатель подкомитета по вопросам государственного финансового контроля и деятельности Счётной палаты Комитета Верховной рады Украины по вопросам бюджета. Сопредседатель группы по межпарламентским связям с Канадой, сопредседатель группы по межпарламентским связям со Словацкой Республикой.
31 марта 2013 года избран председателем ВМОО «Батькивщина молода». 15 июня 2013 перед объединением Народного Руха Украины и Украинской народной партии сложил с себя полномочия председателя Молодого Народного Руха и покинул ряды НРУ, после чего был избран членом Политсовета «Батькивщины».

## Биография

### Образование
С 1998 по 2004 год изучал право в Киевском национальном университете им. Т. Шевченко, получил квалификацию магистра.
Кандидат юридических наук (специальность «Международное право»).

### Карьера
- Август 2002 — февраль 2005 — помощник-консультант народного депутата Украины Бориса Тарасюка.
- Февраль — октябрь 2005 — помощник Министра иностранных дел Украины.
- Октябрь 2005 — апрель 2006 — заведующий секретариатом депутатской фракции Народного Руха Украины.
- Май 2006 — ноябрь 2007 — заместитель заведующего секретариатом депутатской фракции «Наша Украина».
- Ноябрь 2007 — июнь 2009 — заместитель заведующего секретариатом депутатской фракции «Наша Украина — Народная самооборона».
- Июнь 2009 — март 2010 — заместитель Министра Украины по делам семьи, молодежи и спорта.
- Май 2007 — март 2013 — председатель Молодого Народного Руха.
- Март — июнь 2014 — советник Президента Украины[1].
- Ноябрь 2014 — избран народным депутатом Украины по многомандатомну избирательному округу по спискам партии ВО «Батькивщина» под № 8[2].
- 25 декабря 2018 года включён в санкционный список России[3].

Был депутатом Киевского горсовета. Государственный служащий 3-го ранга.
Вице-президент Атлантического ассоциации молодых политических лидеров — с октября 2009.
Член Общественного совета при МИД Украины.

## Награды
- Почётная грамота Кабинета Министров Украины (2009)

## Семья
Отец — Иван Иванович (1951), директор Хустского отделения Приватбанка.
Мать — Ярослава Васильевна (1955), предприниматель.
Женат. Жена — Крулько Инна Валерьевна (кандидат биологических наук, вирусолог), дочки — Крулько Анна Ивановна (2009), Крулько Кристина Ивановна (2015).